# Ramón Moya (baloncestista)
Ramón Moya Pérez, (Murcia, Región de Murcia, España, 20 de noviembre de 1974) es un exjugador de baloncesto español, que ocupaba la posición de Ala-pívot.

## Historial
- CB Murcia. Categorías inferiores.
- 1992-93 ACB. CB Murcia.
- 1993-94 Segunda División. Navemar Náutica Murcia.
- 1993-94 ACB. CB Murcia.
- 1994-95 EBA. Balneario de Archena.
- 1994-95 ACB. CB Murcia.
- 1995-96 EBA. Balneario de Archena.
- 1995-97 ACB. CB Murcia.
- 1997-98 LEB. CB Murcia.
- 1998-00 ACB. TDK Manresa.
- 2000-01 ACB. CB Gran Canaria.
- 2001-03 LEB. CB Murcia.